# Lior Refaelov
Lior Refaelov (in ebraico ליאור רפאלוב‎?; Or Akiva, 26 aprile 1986) è un calciatore israeliano, centrocampista del Maccabi Haifa.

## Statistiche

### Presenze e reti nei club
Statistiche aggiornate al 27 aprile 2021.
| Stagione             | Squadra              | Campionato           | Campionato | Campionato | Coppe nazionali | Coppe nazionali | Coppe nazionali | Coppe continentali | Coppe continentali | Coppe continentali | Altre coppe | Altre coppe | Altre coppe | Totale | Totale |
| Stagione             | Squadra              | Comp                 | Pres       | Reti       | Comp            | Pres            | Reti            | Comp               | Pres               | Reti               | Comp        | Pres        | Reti        | Pres   | Reti   |
| Totale Macacbi Haifa | Totale Macacbi Haifa | Totale Macacbi Haifa | 167        | 32         |                 | 0               | 0               |                    | 14                 | 2                  |             | .           | .           | 181    | 33     |
| -------------------- | -------------------- | -------------------- | ---------- | ---------- | --------------- | --------------- | --------------- | ------------------ | ------------------ | ------------------ | ----------- | ----------- | ----------- | ------ | ------ |
| 2011-2012            | Club Bruges          | D1                   | 26+6       | 6          | CB              | 2               | 0               | UEL                | 12                 | 1                  | -           | -           | -           | 46     | 7      |
| 2012-2013            | Club Bruges          | D1                   | 20+8       | 9+1        | CB              | 1               | 0               | UCL+UEL            | 2+5                | 0+2                | -           | -           | -           | 36     | 12     |
| 2013-2014            | Club Bruges          | D1                   | 24+9       | 2+2        | CB              | 2               | 0               | UEL                | 2                  | 1                  | -           | -           | -           | 37     | 5      |
| 2014-2015            | Club Bruges          | D1                   | 21+9       | 6+4        | CB              | 4               | 2               | UEL                | 14                 | 7                  | -           | -           | -           | 48     | 19     |
| 2015-2016            | Club Bruges          | D1                   | 11+8       | 5+2        | CB              | 5               | 1               | UCL+UEL            | 0+1                | 0                  | SB          | 0           | 0           | 25     | 8      |
| 2016-2017            | Club Bruges          | D1                   | 21         | 2          | CB              | 1               | 0               | UCL                | 1                  | 0                  | SB          | 1           | 0           | 21     | 2      |
| 2017-2018            | Club Bruges          | D1                   | 18+7       | 2+2        | CB              | 1               | 0               | UCL                | 1                  | 0                  | SB          | 1           | 0           | 21     | 2      |
| Totale Brugge        | Totale Brugge        | Totale Brugge        | 177        | 40         |                 | 15              | 3               |                    | 41                 | 11                 |             | 1           | 0           | 213    | 53     |
| 2018-2019            | Anversa              | D1                   | 28+6       | 10         | CB              | 1               | 0               | UEL                | -                  | -                  | -           | -           | -           | 35     | 10     |
| 2019-2020            | Anversa              | D1                   | 24         | 11         | CB              | 5               | 2               | UEL                | 4                  | 0                  | -           | -           | -           | 33     | 13     |
| 2020-2021            | Anversa              | D1                   | 33         | 9          | CB              | 2               | 0               | UEL                | 8                  | 5                  | -           | -           | -           | 43     | 14     |
| Totale Anversa       | Totale Anversa       | Totale Anversa       | 91         | 30         |                 | 8               | 2               |                    | 13                 | 7                  |             | 1           | 0           | 112    | 38     |
| 2021-2022            | Anderlecht           | PL                   | 32+5       | 12         | CB              | 6               | 5               | UECL               | 3                  | 2                  | -           | -           | -           | 46     | 19     |
| 2022-2023            | Anderlecht           | PL                   | 29         | 4          | CB              | 2               | 0               | UECL               | 14                 | 2                  | -           | -           | -           | 45     | 6      |
| Totale Anderlecht    | Totale Anderlecht    | Totale Anderlecht    | 61+5       | 16         |                 | 8               | 5               |                    | 17                 | 4                  |             | -           | -           | 91     | 25     |
| Totale carriera      | Totale carriera      | Totale carriera      | 501        | 115        |                 | 30              | 10              |                    | 80                 | 20                 |             | 3           | 0           | 614    | 145    |

### Cronologia presenze e reti in nazionale
| Cronologia completa delle presenze e delle reti in nazionale ― Israele | Cronologia completa delle presenze e delle reti in nazionale ― Israele | Cronologia completa delle presenze e delle reti in nazionale ― Israele | Cronologia completa delle presenze e delle reti in nazionale ― Israele | Cronologia completa delle presenze e delle reti in nazionale ― Israele | Cronologia completa delle presenze e delle reti in nazionale ― Israele | Cronologia completa delle presenze e delle reti in nazionale ― Israele | Cronologia completa delle presenze e delle reti in nazionale ― Israele |
| Data                                                                   | Città                                                                  | In casa                                                                | Risultato                                                              | Ospiti                                                                 | Competizione                                                           | Reti                                                                   | Note                                                                   |
| ---------------------------------------------------------------------- | ---------------------------------------------------------------------- | ---------------------------------------------------------------------- | ---------------------------------------------------------------------- | ---------------------------------------------------------------------- | ---------------------------------------------------------------------- | ---------------------------------------------------------------------- | ---------------------------------------------------------------------- |
| 22-8-2007                                                              | Minsk                                                                  | Bielorussia                                                            | 2 – 1                                                                  | Israele                                                                | Amichevole                                                             | -                                                                      | 81’ 85’                                                                |
| 26-5-2010                                                              | Montevideo                                                             | Uruguay                                                                | 4 – 1                                                                  | Israele                                                                | Amichevole                                                             | 1                                                                      |                                                                        |
| 30-5-2010                                                              | Concepción                                                             | Cile                                                                   | 3 – 0                                                                  | Israele                                                                | Amichevole                                                             | -                                                                      | 59’                                                                    |
| 2-9-2010                                                               | Ramat Gan                                                              | Israele                                                                | 3 – 1                                                                  | Malta                                                                  | Qual. Euro 2012                                                        | -                                                                      |                                                                        |
| 7-9-2010                                                               | Tbilisi                                                                | Georgia                                                                | 0 – 0                                                                  | Israele                                                                | Qual. Euro 2012                                                        | -                                                                      | 75’                                                                    |
| 9-10-2010                                                              | Tel-Aviv                                                               | Israele                                                                | 1 – 2                                                                  | Croazia                                                                | Qual. Euro 2012                                                        | -                                                                      | 56’                                                                    |
| 12-10-2010                                                             | Il Pireo                                                               | Grecia                                                                 | 2 – 1                                                                  | Israele                                                                | Qual. Euro 2012                                                        | -                                                                      |                                                                        |
| 17-11-2010                                                             | Tel Aviv                                                               | Israele                                                                | 3 – 2                                                                  | Islanda                                                                | Amichevole                                                             | 1                                                                      | 53’                                                                    |
| 26-3-2011                                                              | Tel Aviv                                                               | Israele                                                                | 2 – 1                                                                  | Lettonia                                                               | Qual. Euro 2012                                                        | -                                                                      | 84’                                                                    |
| 29-3-2011                                                              | Tel Aviv                                                               | Israele                                                                | 1 – 0                                                                  | Georgia                                                                | Qual. Euro 2012                                                        | -                                                                      | 63’                                                                    |
| 4-6-2011                                                               | Riga                                                                   | Lettonia                                                               | 1 – 2                                                                  | Israele                                                                | Qual. Euro 2012                                                        | -                                                                      | 79’                                                                    |
| 10-8-2011                                                              | Ginevra                                                                | Costa d'Avorio                                                         | 4 – 3                                                                  | Israele                                                                | Amichevole                                                             | -                                                                      | 69’                                                                    |
| 2-9-2011                                                               | Tel Aviv                                                               | Israele                                                                | 0 – 1                                                                  | Grecia                                                                 | Qual. Euro 2012                                                        | -                                                                      |                                                                        |
| 11-10-2011                                                             | Ta' Qali                                                               | Malta                                                                  | 0 – 2                                                                  | Israele                                                                | Qual. Euro 2012                                                        | 1                                                                      | 49’                                                                    |
| 29-2-2012                                                              | Petah Tiqwa                                                            | Israele                                                                | 2 – 3                                                                  | Ucraina                                                                | Amichevole                                                             | -                                                                      | 46’                                                                    |
| 26-5-2012                                                              | Graz                                                                   | Rep. Ceca                                                              | 2 – 1                                                                  | Israele                                                                | Amichevole                                                             | -                                                                      | 58’                                                                    |
| 31-5-2012                                                              | Lipsia                                                                 | Germania                                                               | 2 – 0                                                                  | Israele                                                                | Amichevole                                                             | -                                                                      | 46’                                                                    |
| 15-8-2012                                                              | Budapest                                                               | Ungheria                                                               | 1 – 1                                                                  | Israele                                                                | Amichevole                                                             | -                                                                      | 46’                                                                    |
| 6-2-2013                                                               | Netanya                                                                | Israele                                                                | 2 – 1                                                                  | Finlandia                                                              | Amichevole                                                             | 1                                                                      | 61’                                                                    |
| 22-3-2013                                                              | Ramat Gan                                                              | Israele                                                                | 3 – 3                                                                  | Portogallo                                                             | Qual. Mondiali 2014                                                    | -                                                                      | 46’                                                                    |
| 26-3-2013                                                              | Belfast                                                                | Irlanda del Nord                                                       | 0 – 2                                                                  | Israele                                                                | Qual. Mondiali 2014                                                    | 1                                                                      | 69’                                                                    |
| 2-6-2013                                                               | New York                                                               | Israele                                                                | 2 – 0                                                                  | Honduras                                                               | Amichevole                                                             | -                                                                      | 75’                                                                    |
| 14-8-2013                                                              | Kiev                                                                   | Ucraina                                                                | 2 – 0                                                                  | Israele                                                                | Amichevole                                                             | -                                                                      | 61’                                                                    |
| 7-9-2013                                                               | Ramat Gan                                                              | Israele                                                                | 1 – 1                                                                  | Azerbaigian                                                            | Qual. Mondiali 2014                                                    | -                                                                      | 62’                                                                    |
| 10-9-2013                                                              | San Pietroburgo                                                        | Russia                                                                 | 3 – 1                                                                  | Israele                                                                | Qual. Mondiali 2014                                                    | -                                                                      |                                                                        |
| 11-10-2013                                                             | Lisbona                                                                | Portogallo                                                             | 1 – 1                                                                  | Israele                                                                | Qual. Mondiali 2014                                                    | -                                                                      | 67’ 84’                                                                |
| 15-10-2013                                                             | Ramat Gan                                                              | Israele                                                                | 1 – 1                                                                  | Irlanda del Nord                                                       | Qual. Mondiali 2014                                                    | -                                                                      | 79’                                                                    |
| 5-3-2014                                                               | Netanya                                                                | Israele                                                                | 1 – 3                                                                  | Slovacchia                                                             | Amichevole                                                             | -                                                                      | 57’                                                                    |
| 28-5-2014                                                              | Città del Messico                                                      | Messico                                                                | 3 – 0                                                                  | Israele                                                                | Amichevole                                                             | -                                                                      | 59’                                                                    |
| 1-6-2014                                                               | Houston                                                                | Honduras                                                               | 2 – 4                                                                  | Israele                                                                | Amichevole                                                             | -                                                                      | 75’                                                                    |
| 10-10-2014                                                             | Strovolos                                                              | Cipro                                                                  | 1 – 2                                                                  | Israele                                                                | Qual. Euro 2016                                                        | -                                                                      | 74’ 83’                                                                |
| 13-10-2014                                                             | Andorra la Vella                                                       | Andorra                                                                | 1 – 4                                                                  | Israele                                                                | Qual. Euro 2016                                                        | -                                                                      | 70’                                                                    |
| 16-11-2014                                                             | Haifa                                                                  | Israele                                                                | 3 – 0                                                                  | Bosnia ed Erzegovina                                                   | Qual. Euro 2016                                                        | -                                                                      | 70’                                                                    |
| 28-3-2015                                                              | Haifa                                                                  | Israele                                                                | 0 – 3                                                                  | Galles                                                                 | Qual. Euro 2016                                                        | -                                                                      | 44’                                                                    |
| 31-3-2015                                                              | Gerusalemme                                                            | Israele                                                                | 0 – 1                                                                  | Belgio                                                                 | Qual. Euro 2016                                                        | -                                                                      | 66’ 88’                                                                |
| 24-3-2017                                                              | Gijón                                                                  | Spagna                                                                 | 4 – 1                                                                  | Israele                                                                | Qual. Mondiali 2018                                                    | 1                                                                      |                                                                        |
| 6-6-2017                                                               | Netanya                                                                | Israele                                                                | 1 – 1                                                                  | Moldavia                                                               | Amichevole                                                             | -                                                                      | 68’                                                                    |
| 11-6-2017                                                              | Haifa                                                                  | Israele                                                                | 0 – 3                                                                  | Albania                                                                | Qual. Mondiali 2018                                                    | -                                                                      | 57’                                                                    |
| 5-9-2017                                                               | Reggio Emilia                                                          | Italia                                                                 | 1 – 0                                                                  | Israele                                                                | Qual. Mondiali 2018                                                    | -                                                                      |                                                                        |
| 6-10-2017                                                              | Vaduz                                                                  | Liechtenstein                                                          | 0 – 1                                                                  | Israele                                                                | Qual. Mondiali 2018                                                    | -                                                                      | 63’                                                                    |
| Totale                                                                 |                                                                        | Presenze                                                               | 40                                                                     |                                                                        | Reti                                                                   | 6                                                                      |                                                                        |

## Palmarès

### Club

#### Competizioni nazionali
- Campionato di calcio israeliano: 4

Maccabi Haifa: 2004-2005, 2005-2006, 2008-2009, 2010-2011
- Toto Cup: 2

Maccabi Haifa: 2005-2006, 2007-2008
- Coppa del Belgio: 2

Club Bruges: 2014-2015
Anversa: 2019-2020
- Campionato belga: 2

Club Bruges: 2015-2016, 2017-2018
- Supercoppa del Belgio: 2

Gent: 2016
Club Bruges: 2018